# Священний загін із Фів
Священний загін з Фів (дав.-гр. Ιερός Λόχος τών Θηβών) — добірний загін числом у 300 гомосексуалів (150 гомосексуальних пар) з давньогрецького міста Фіви, який уславив себе доблестю в IV ст. до н. е.

## Опис загону
Відбірні загони з найбільш стійких воїнів існували практично завжди і починаючи з ватаг древніх вождів. У Греції кількість вояків у такому загоні, за традицією, складало близько 300 осіб. Широко відомий "царський загін спартанців, увічнив себе у битві при Фермопілах. У Македонії також була «царська агема» (ескадрон). Чисельність її точно невідома, але за непрямими оцінками, становила не менше 250 вершників. Священний загін з Фів був найвідомішим з такого роду формувань, що може пояснюватися тим, що архаїчний інститут, переосмислений відповідно до нових вимог, становив важливе значення у військовій історії IV ст. до н. е.

### Епоха і спосіб формування
У цілому, не здається надто своєрідним і спосіб його формування (з пар коханців, які склали присягу вірності над могилою Іолая, візника і друга Геракла). Гомосексуальні зв'язки були частиною традиції аристократичних чоловічих співтовариств та інституціоналізовані в багатьох дорійських та еолійських (але не іонійських) державах (Крит, Спарта). Афіней у «Бенкеті мудреців» (кн. 13) каже:

«Так спартанці здійснюють жертвоприношення богу Еросу перед воїнами, побудованими для бою, бо вважають, що їх спасіння і перемога залежать від дружби між чоловіками, які стоять в строю… І знову, так званий Священний загін у Фівах складається з коханців та їхніх обранців, виявляючи таким чином велич бога Ероса в тому, що бійці загону обрали погибель зі славою перед непоказним мізерним життям.»

Про те, що в Беотії гомосексуальні зв'язки вільних чоловіків практикувалися відкрито, свідчать багато античних авторів, наприклад, Платон у «Бенкеті»; Еліан зазначає, що з часів міфічного царя Лая «любов до красенів фіванці почали вважати однією з найкращих приваб життя». Про те, що в Фівах чоловіки мають звичай ставити своїх коханців поруч із собою в бою, згадує і Сократ у «Бенкеті» Ксенофонта. З іншого боку, думка про те, що армія, складена з коханців, була б непереможна, оскільки коханий засоромиться злякатися на очах коханого, або ж коханий віддасть перевагу смерті а ніж життю без коханого — висловлюється Федром в «Бенкеті» Платона і, отже, не була чимось незвичайним для IV ст. до н. е. навіть у більш суворих до гомосексуальних зв'язків Афінах.

### Відомості про загін
Основні відомості про організацію та ідеологію «Священного загону» знаходяться у Плутарха, який в життєписі Пелопіда повідомляє наступне:

«Священний загін, як розповідають, вперше був створений Горгідом: у нього входили триста добірних мужів, які отримували від міста все необхідне для їх навчання і змісту та стояли табором у Кадмеї; з цієї причини вони носили ім'я „міського загону“, так як у ті часи фортеці зазвичай називали „містом“. Стверджують, що загін був складений з коханців гомосексуалів. Збереглося жартівливий вислів Паммена, який говорив, що гомерівський Нестор показав себе недосвідченим полководцем, вимагаючи, щоб греки з'єднувалися для бою з племенам і народам, замість того, щоб поставити коханця поруч з коханим. Адже родичі і одноплемінники мало турбуються один про одного в біді, тоді як лад, згуртований взаємною любов'ю, нерозривний і незламний, оскільки люблячі, соромлячись виявити своє боягузтво, в разі небезпеки незмінно залишаються один біля одного. І це не дивно, якщо згадати, що такі люди навіть перед відсутнім улюбленим бояться зганьбитися в більшій мірі, ніж перед чужою людиною, що знаходиться поруч, — як, наприклад, той поранений воїн, який, побачивши, що ворог готовий його добити, благав: „Рази в груди, щоб моєму коханому не довелося червоніти, бачачи мене убитим ударом у спину“. Кажуть, що Іолай, коханий Геракла, допомагав йому в трудах і битвах. Арістотель повідомляє, що навіть у його час закохані перед могилою Іолая приносили один одному клятву вірності. Цілком можливо, що загін отримав найменування „священного“ з тієї ж причини, з якої Платон кличе коханця „богонатхненним другом“.»

Горгід став беотархом після демократичного перевороту 379 до н. е. (коли вигнали спартанський гарнізон і винищили поставлених спартанцями олігархів). Але на думку сучасних вчених він не винайшов, а відродив давнє формування, про яке згадує Геродот, коли каже, що в битві при Платеях мужньо боролися проти афінян на стороні персів і поголовно полягли 300 «найзнатніших і доблесних громадян» Фів. Фукідід також згадує про фіванський загін чисельністю 300 юнаків, який 431 до н. е. намагався захопити містечка Платеї в Беотії, але загинув у сутичці з городянами.

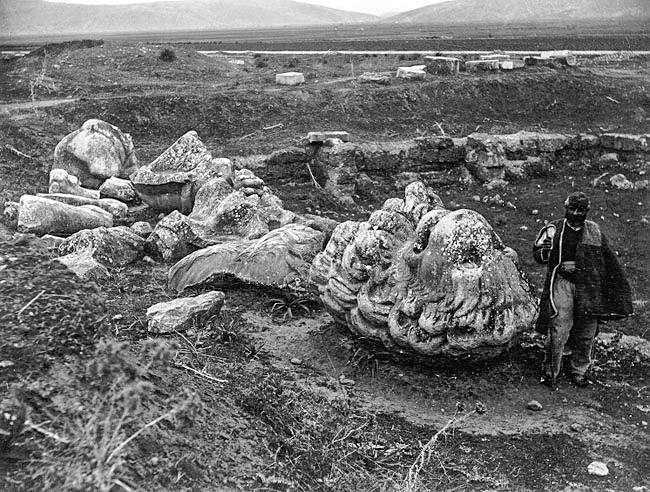
Розкопки мармурового лева на місці загибелі Священного загону

Відтворений Горгідом загін безумовно рекрутувався частково з колишніх вигнанців-демократів, частково з гуртів демократично і патріотично налаштованої молоді, яка гуртувалася у гімнасіях навколо Горгіда і Эпамінонда і зіграла важливу роль у перевороті. Його головною функцією була охорона міського акрополя — Кадмії, щоб уникнути випадків, подібних до недавнього захоплення Кадмій спартанцями. У бою ж спочатку бійці розподілялися по всьому фронту фаланги, і, таким чином, розмивалася головна складова їхньої ударної сили — взаємна згуртованість.
У 375 до н. е. Пелопідом дізнавшись від шпигунів, що дві мори спартанців, які становлять гарнізон міста Орхомен, покинули його, відправившись в Локріду, і він вирішив скористатися випадком та захопити місто. У похід Пелопід виступив з двома сотнями вершників та Священним загоном. Підійшовши до Орхомен Пелопід дізнався, що спартанців змінили союзники, і місто не здалося. До того ж виявилося, що до міста для посилення гарнізону підходить нове значне спартанське військо. Пелопід був вимушений відступити, та повернутися під захист мурів міста Тегира.
По дорозі додому «Священний загін» на чолі з Пелопідом зіткнувся з двома морами(1 мор — від 500 до 900 спартанців) спартанців, які поверталися з Локріди. Дорога до Фів була перекрита. Три сотні фіванських гоплітів з невеликим числом кінних протистояли не менш ніж тисячі спартанських воїнів. Фіванці завагалися, але Пелопід зумів підбадьорити вояків. У битві біля міста Тегира Пелопід, зібравши загін у щільний кулак, кинув його на ворога і не тільки пробився крізь фалангу ворогів, але й зумів розгромити більш чисельні сили спартанців, оповитих заслуженим ореолом непереможності. Непереможні спартанці втікали з поля бою. Це вперше армія Спарти зазнала поразки у відкритому бою. Побоюючись підходу спартанських союзників з Орхомена, фіванці майже не переслідували втікаючих спартанців та повернутися у Фіви. Від того бою Священний загін використовувався тільки як об'єднаний підрозділ.
Через 4 роки, в битві при Левктрах Священний загін знову проявив себе. Під командуванням Пелопіда його воїни біжки атакували ворога і клином увійшли в розрив, що утворився при спробі спартанців перебудувати лави. Спарта зазнала суттєвої поразки, вперше за кілька століть свого існування. У результаті фіванці і їх союзники вдерлись у Лаконію, і хоча не змогли захопити Спарти, її вплив і авторитет в Елладі було підірвано назавжди.

### Загибель загону
Священний загін припинив існування в серпні 338 до н. е. на беотійській рівнині недалеко від Фів. У битві при Херонеї весь загін поліг під списами македонян царя Філіпа II. Часи змінилися: на поля битв вийшли «великі батальйони» античності — фаланги і легіони.

Плутарх так розповідає про загибель загону:

Існує розповідь, що аж до битви при Херонеї він (загін) залишався непереможним; коли ж після битви Філіп, оглядаючи трупи, опинився на тому місці, де в повному озброєнні, грудьми зустрівши удари македонських копій, лежали всі триста мужів, і на його питання йому відповіли, що це загін коханців, він заплакав і мовив: «Хай загинуть злою смертю ті хто підозрюють їх у тому, що вони були винуватцями або співучасниками чого б то не було ганебного».

## Археологічні свідоцтва

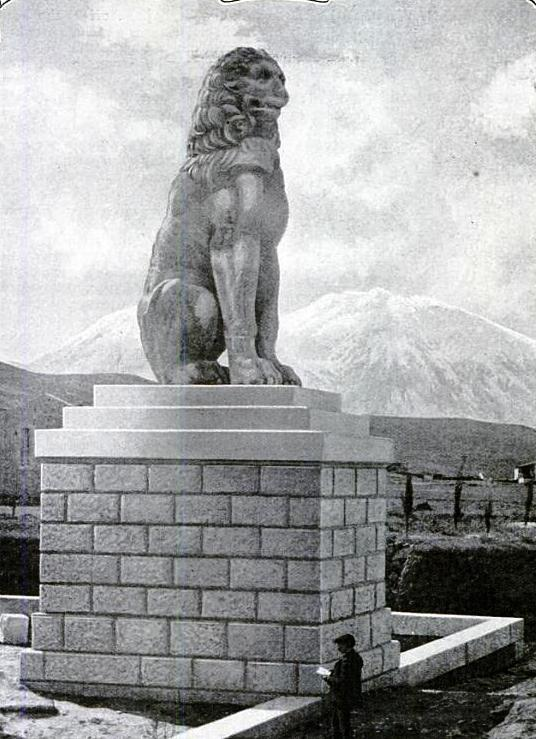
Фотографія лева, встановленого фіванцями при Херонеї

У 1818 р. біля Херонеї виявили уламки гігантського мармурового лева, зведеного Фівами на місці героїчної загибелі «Священного загону». Про цього лева згадував Павсаній у своїх подорожніх нотатках II століття, сказавши, що зведений він був над братською могилою фіванців, героїчно полеглих у боротьбі проти царя Філіпа. У 1879 р. розкопки продовжилися, пізніше там знайшли військове поховання з останками 254 чоловік, імовірно бійців «Священного загону».
У 1902 р. лева відновили на новому п'єдесталі.
Журнал History Today наводить цікаву історію про постамент, на якому в античний час стояв лев. Під час війни за незалежність з турками в XIX столітті, один з грецьких генералів розколов постамент, сподіваючись знайти там скарб. Там він знайшов лише замуровані списи і щити загиблих фіванців. На деяких щитах були помітні імена друзів, що бились разом до кінця.